# Kiley Dean
Kiley Dean Bowlin (Alma, 12 de abril de 1982) é uma cantora norte-americana. Nascida e criada em Alma, Arkansas, mudou-se para Orlando, Flórida, com seus pais, aos sete anos de idade. Cresceu cantando na escola e na igreja, o que a levou a cantar como corista nas turnês de Britney Spears, ...Baby One More Time e Oops! I Did It Again, bem como nas turnês de Madonna, Sticky & Sweet, MDNA e Rebel Heart.

## Discografia

### Extended plays
| Título        | Detalhes                                                                                |
| ------------- | --------------------------------------------------------------------------------------- |
| Sream         | - Lançamento: April 12, 2015 - Gravadora: Kiley Dean Music - Formatos: Download digital |
| Overcome      | - Lançamento: July 23, 2021 - Gravadora: Kiley Dean Music - Formatos: Download digital  |
| Overcome Live | - Lançamento: April 12, 2022 - Gravadora: Kiley Dean Music - Formatos: Download digital |